# Tubo piezométrico

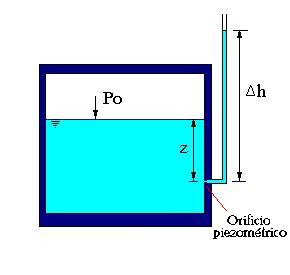

El tubo piezométrico o piezómetro es un tubo en el que, estando conectado por uno de los lados a un recipiente en el que se encuentra un fluido, el nivel se eleva hasta una altura equivalente a la presión del fluido en el punto de conexión u orificio piezométrico, es decir, hasta el nivel de carga del mismo. Dicha altura H es la suma de la altura de presión h y la altura de cota z. En un tubo piezométrico, la presión es la misma que dentro del depósito que contiene el fluido.
La presión {\displaystyle \ P} se puede expresar, de acuerdo con la ecuación de la hidrostática, como:
{\displaystyle \ P=P_{0}+\rho .g.z=\rho .g.{\delta h}}
Donde:
- {\displaystyle \ P_{0}} = presión actuante sobre la superficie libre del fluido en el tanque
- {\displaystyle \rho } = densidad del fluido
- {\displaystyle \ g} = aceleración de la gravedad
- {\displaystyle \ z} = profundidad del punto que se está midiendo en el fluido
- {\displaystyle \delta h} = Δh = elevación del fluido en el tubo piezométrico, por encima del punto en el cual se está midiendo la presión.

Estos tubos piezométricos también se utilizan con frecuencia para determinar la componente estática de la presión en las cañerías.